# Rezerwat przyrody Bobry w Uhercach
Rezerwat przyrody Bobry w Uhercach – rezerwat faunistyczny położony w powiecie leskim, na terenie miejscowości Uherce Mineralne (gmina Olszanica) i Myczkowce (gmina Solina). Zajmuje powierzchnię 27,16 ha (akt powołujący podawał 27,12 ha).
Obszar chroniony powstał w 1994 r. w celu zachowania ze względów naukowych i dydaktycznych w stanie niezmienionym siedliska zajmowanego przez bobra europejskiego Castor fiber. Stanowisko bobrów na tym terenie zostało odkryte w 1984 r., dwa lata po reintrodukcji tego gatunku w dolinie Osławy na pograniczu Beskidu Niskiego i Bieszczadów.
Rezerwat położony jest w dolinie Olszanki, w granicach Wschodniobeskidzkiego Obszaru Chronionego Krajobrazu oraz siedliskowego obszaru Natura 2000 „Ostoja Góry Słonne”. Obszar chroniony obejmuje meandrującą rzekę oraz położone na jej terasach zalewowych dawne wyrobiska żwiru. Roślinność rezerwatu obejmuje łęgi wierzbowo-topolowe oraz zarośla wierzbowe.